# A Creampuff Romance
A Creampuff Romance er en amerikansk stumfilm fra 1916 af Roscoe Arbuckle.

## Medvirkende
- Roscoe 'Fatty' Arbuckle
- Alice Lake
- Al St. John